# Plateau-des-Petites-Roches
Plateau-des-Petites-Roches é uma comuna francesa na região administrativa de Auvérnia-Ródano-Alpes, no departamento de Isère. Estende-se por uma área de 36.91 km². Em 2010 a comuna tinha 2 482 habitantes (densidade: 67,2 hab./km²).
Foi criada em 1 de janeiro de 2019, a partir da fusão das antigas comunas de Saint-Hilaire (sede da comuna), Saint-Bernard e Saint-Pancrasse.